# 博德蒙
博德蒙（法語：Baudemont，法語發音：[bodmɔ̃]）是法国索恩-卢瓦尔省的一个市镇，属于沙罗勒区。

## 地理
博德蒙（46°17'14"N, 4°17'7"E）面积7.97 平方千米，位于法国勃艮第-弗朗什-孔泰大區索恩-卢瓦尔省，该省份为法国中部省份，北起顺时针与科多尔省、汝拉省、安省、罗讷省、卢瓦尔省、阿列省和涅夫勒省接壤。
与博德蒙接壤的市镇（或旧市镇、城区）包括：圣桑福里安德布瓦、拉沙佩勒苏丹、拉克莱特、屈尔比尼、布里奥奈地区圣洛朗、瓦雷耶。

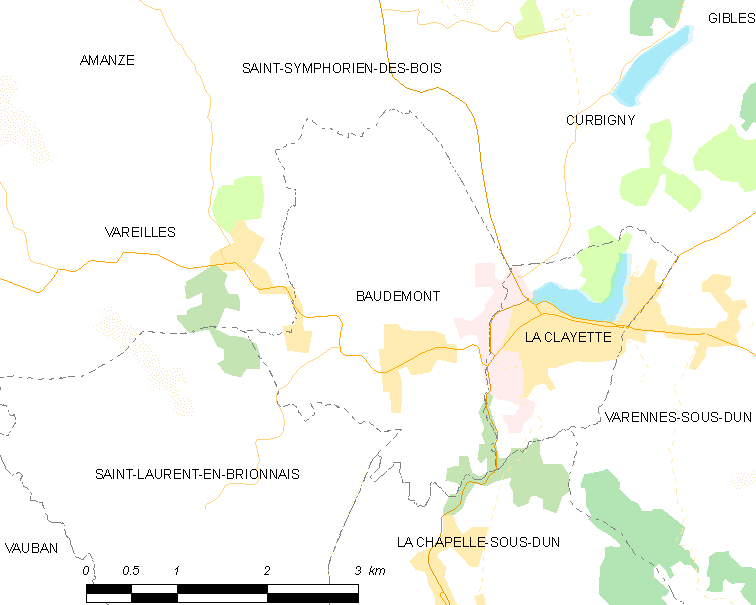
博德蒙的OSM定位图

博德蒙的时区为UTC+01:00、UTC+02:00（夏令时）。

## 行政
博德蒙的邮政编码为71800，INSEE市镇编码为71022。

## 政治
博德蒙所属的省级选区为绍法耶县。

## 人口

1962-2008年间博德蒙人口变化图示

博德蒙于2022年1月1日时的人口数量为627人。